# ボンエース
株式会社ボンエース（英文社名：Bon Ace Co.,Ltd.）は、岡山県真庭市に本社を置くスーパーマーケットチェーン。

## 沿革
- 1971年1月 - 設立（資本金1,000万円）
- 1971年10月 - 開店
- 1986年5月 - 株式会社ユニワボンエース、株式会社大佐ボンエース、株式会社落合ボンエース、株式会社北房ボンエースを吸収合併
- 2004年 - 久世店閉店。店舗をマルイへ賃貸契約[1]。

## かつて存在した店舗
- 勝山店 - 真庭郡勝山町大字勝山459
- 久世店 - 真庭郡久世町大字久世2935-1
- 落合店 - 真庭郡落合町大字垂水1311-1
- 北房店 - 上房郡北房町下呰部19
- 大佐店 - 新見市大佐小阪部2494